# Кент (Нью-Брансвік)
Графство Кент (англ. Kent) — графство в Канаді, у провінції Нью-Брансвік.

## Населення
За даними перепису 2016 року, графство нараховувало 30475 жителів, показавши скорочення на 1,2%, порівняно з 2011-м роком. Середня густина населення становила 6,7 осіб/км².
З офіційних мов обидвома одночасно володіли 21 055 жителів, тільки англійською — 6 690, тільки французькою — 2 465, а 15 — жодною з них. Усього 1 495 осіб вважали рідною мовою не одну з офіційних, з них 1 235 — одну з корінних мов, а 5 — українську.
Працездатне населення становило 58,2% усього населення, рівень безробіття — 17,3% (21,1% серед чоловіків та 13,2% серед жінок). 89,1% були найманими працівниками, 9,3% — самозайнятими.
Середній дохід на особу становив $33 246 (медіана $28 243), при цьому для чоловіків — $37 310, а для жінок $29 174 (медіани — $32 525 та $24 565 відповідно).
23,6% мешканців мали закінчену шкільну освіту, не мали закінченої шкільної освіти — 34,9%, 41,5% мали післяшкільну освіту, з яких 22,9% мали диплом бакалавра, або вищий, 40 осіб мали вчений ступінь.
| Статево-вікова структура населення | Статево-вікова структура населення | Статево-вікова структура населення | Статево-вікова структура населення | Статево-вікова структура населення |
| ---------------------------------- | ---------------------------------- | ---------------------------------- | ---------------------------------- | ---------------------------------- |
|                                    |                                    |                                    |                                    |                                    |
| Всього                             | Всього                             | 50,0%                              |                                    |                                    |
| 0 — 14 років                       | 0 — 14 років                       |                                    | 12,9%                              | 12,9%                              |
| 15 — 64 років                      | 15 — 64 років                      |                                    | 63,6%                              | 63,6%                              |
| 65 і більше                        | 65 і більше                        |                                    | 23,5%                              | 23,5%                              |
| 85 і більше                        | 85 і більше                        |                                    | 2,4%                               | 2,4%                               |
| 100 і більше                       | 100 і більше                       |                                    | 0%                                 | 0%                                 |
| Середній вік (років)               | Середній вік (років)               | 46,047,2                           | 46,6                               | 46,6                               |
| Медіана (років)                    | Медіана (років)                    | 50,250,8                           | 50,5                               | 50,5                               |
| — чоловіки — жінки                 |                                    |                                    |                                    |                                    |

| Походження мешканців:     | Походження мешканців:     | Походження мешканців: | Походження мешканців: | Походження мешканців: |
| ------------------------- | ------------------------- | --------------------- | --------------------- | --------------------- |
| Походження                |                           |                       | осіб                  | %                     |
| Корінні американці        | Корінні американці        |                       | 4 615                 | 15.41%                |
| Інше північноамериканське | Інше північноамериканське |                       | 20 970                | 70.01%                |
| Європейське               | Європейське               |                       | 13 070                | 43.63%                |
| британське                | британське                |                       | 5 655                 | 18.88%                |
| французьке                | французьке                |                       | 9 025                 | 30.13%                |
| українське                | українське                |                       | 110                   | 0.37%                 |
| Карибське                 | Карибське                 |                       | 85                    | 0.28%                 |
| Латинськоамериканське     | Латинськоамериканське     |                       | 40                    | 0.13%                 |
| Африканське               | Африканське               |                       | 85                    | 0.28%                 |
| Азійське                  | Азійське                  |                       | 170                   | 0.57%                 |
| Океанійське               | Океанійське               |                       | 20                    | 0.07%                 |

| Зайнятість населення за галузями (за класифікацією NOC): | Зайнятість населення за галузями (за класифікацією NOC): | Зайнятість населення за галузями (за класифікацією NOC): | Зайнятість населення за галузями (за класифікацією NOC): | Зайнятість населення за галузями (за класифікацією NOC): |
| -------------------------------------------------------- | -------------------------------------------------------- | -------------------------------------------------------- | -------------------------------------------------------- | -------------------------------------------------------- |
|                                                          |                                                          |                                                          |                                                          |                                                          |
| Управління                                               | Управління                                               |                                                          | 6,9%                                                     | 6,9%                                                     |
| Бізнес, фінанси та адміністрування                       | Бізнес, фінанси та адміністрування                       |                                                          | 12,8%                                                    | 12,8%                                                    |
| Природничі та прикладні науки                            | Природничі та прикладні науки                            |                                                          | 3%                                                       | 3%                                                       |
| Охорона здоров'я                                         | Охорона здоров'я                                         |                                                          | 6,3%                                                     | 6,3%                                                     |
| Освіта, правозахист, муніципальні та урядові служби      | Освіта, правозахист, муніципальні та урядові служби      |                                                          | 9,9%                                                     | 9,9%                                                     |
| Мистецтво, культура, відпочинок та спорт                 | Мистецтво, культура, відпочинок та спорт                 |                                                          | 1,1%                                                     | 1,1%                                                     |
| Роздрібна торгівля та послуги                            | Роздрібна торгівля та послуги                            |                                                          | 20,1%                                                    | 20,1%                                                    |
| Гуртова торгівля, транспорт та обладнання                | Гуртова торгівля, транспорт та обладнання                |                                                          | 22,1%                                                    | 22,1%                                                    |
| Природні ресурси, сільське господарство                  | Природні ресурси, сільське господарство                  |                                                          | 7,4%                                                     | 7,4%                                                     |
| Виробництво                                              | Виробництво                                              |                                                          | 10,4%                                                    | 10,4%                                                    |

## Населені пункти
До графства входять містечка Бактуш, Річібакто, парафії Акадієвілл, Велдфорд, Веллінгтон, Гаркорт, Гаскіссон, Дандес, Карлтон, Річібакто, Сен-Луї, Сен-Поль, Сент-Марі, Сент-Чарльз, села Рекстон, Сен-Антуан, Сен-Луї-де-Кент, сільська община Кокань, індіанські резервації Бактуш 16, Індіан-Айленд 28, Річібакто 15, а також хутори, інші малі населені пункти та розосереджені поселення.

## Клімат
Середня річна температура становить 5,1°C, середня максимальна – 23,1°C, а середня мінімальна – -15,3°C. Середня річна кількість опадів – 1 171 мм.
| Клімат поселення                              | Клімат поселення | Клімат поселення | Клімат поселення | Клімат поселення | Клімат поселення | Клімат поселення | Клімат поселення | Клімат поселення | Клімат поселення | Клімат поселення | Клімат поселення | Клімат поселення | Клімат поселення |
| Показник                                      | Січ.             | Лют.             | Бер.             | Квіт.            | Трав.            | Черв.            | Лип.             | Серп.            | Вер.             | Жовт.            | Лист.            | Груд.            |                  |
| Середній максимум, °C                         | −3,69            | −2,45            | 2,68             | 8,48             | 15,26            | 20,87            | 23,10            | 22,18            | 17,30            | 11,50            | 5,52             | −1,63            |                  |
| Середня температура, °C                       | −9,51            | −8,27            | −3,14            | 2,64             | 9,43             | 15,06            | 19,20            | 18,29            | 13,42            | 7,60             | 1,63             | −5,52            |                  |
| Середній мінімум, °C                          | −15,33           | −14,09           | −8,95            | −3,18            | 3,61             | 9,24             | 15,31            | 14,38            | 9,52             | 3,71             | −2,26            | −9,4             |                  |
| Норма опадів, мм                              | 110              | 89               | 99               | 91               | 102              | 92               | 104              | 86               | 88               | 96               | 107              | 107              |                  |
| Середньомісячна швидкість вітру, м/с          | 4.58             | 4.42             | 4.59             | 4.43             | 4.10             | 3.66             | 3.36             | 3.30             | 3.60             | 4.06             | 4.31             | 4.61             |                  |
| Середньомісячна сонячна радіація, кДж/м²·день | 5223             | 8617             | 12324            | 15229            | 18185            | 20326            | 19963            | 17512            | 13055            | 8224             | 4810             | 3923             |                  |
| --------------------------------------------- | ---------------- | ---------------- | ---------------- | ---------------- | ---------------- | ---------------- | ---------------- | ---------------- | ---------------- | ---------------- | ---------------- | ---------------- | ---------------- |
| Джерело:                                      |                  |                  |                  |                  |                  |                  |                  |                  |                  |                  |                  |                  |                  |